# Neoleucinodes elegantalis
Neoleucinodes elegantalis là một loài bướm đêm trong họ Crambidae.